# Трънен венец
Вижте пояснителната страница за други значения на Трънен венец.
Терминът Трънен венец, или подигравателно корона от тръни, се отнася за предмет от Новия завет.
Представлява венец, изплетен от тръни и положен на главата на Иисус Христос, основателя на християнството, преди разпъването му на кръст в Йерусалим, с цел пародиране на царска корона – Исус е осъден на смърт за самозванство (както е изтълкувано месианството му).
Съществуват различни версии за вида на растението, използвано като материал за направата на тази „диадема“: Euphorbia milii, Ziziphus spina-christiq, акация. Във всеки случай то е подбрано заради своята бодливост и с намерението да се увеличат страданията му и да се добави още един назидателен тон към спомена за него (в старозаветната и новозаветната традиции тръните се тълкуват като символ на наказанието за грях), обаче за последователите му – обратно – трънният венец става символ на подвига му в името на изкуплението.